# Гаочжоу
Гаочжоу (кит. спр. 高州市, піньїнь: Gāozhōu Shì) — місто-повіт в південнокитайській провінції Гуандун, складова міста Маомін.

## Географія
Гаочжоу займає центр префектури, лежить на річці Цзяньцзян.

### Клімат
Місто знаходиться у зоні, котра характеризується вологим субтропічним кліматом. Найтепліший місяць — липень із середньою температурою 28.9 °C (84 °F). Найхолодніший місяць — січень, із середньою температурою 15.5 °С (59.9 °F).
| Клімат Гаочжоу          | Клімат Гаочжоу | Клімат Гаочжоу | Клімат Гаочжоу | Клімат Гаочжоу | Клімат Гаочжоу | Клімат Гаочжоу | Клімат Гаочжоу | Клімат Гаочжоу | Клімат Гаочжоу | Клімат Гаочжоу | Клімат Гаочжоу | Клімат Гаочжоу | Клімат Гаочжоу |
| Показник                | Січ.           | Лют.           | Бер.           | Квіт.          | Трав.          | Черв.          | Лип.           | Серп.          | Вер.           | Жовт.          | Лист.          | Груд.          | Рік            |
| Середня температура, °C | 15,5           | 16,1           | 19,5           | 23,4           | 26,8           | 28             | 28,9           | 28,5           | 27,4           | 24,8           | 20,9           | 17,2           | 23,1           |
| Норма опадів, мм        | 35.2           | 58.7           | 68.6           | 193.4          | 284            | 306.3          | 218.2          | 296.6          | 203.9          | 84.7           | 38.9           | 21.6           | 1810.1         |
| Днів з опадами          | 10,8           | 12,4           | 13,9           | 15,5           | 17,3           | 19,1           | 17,5           | 18,5           | 14,6           | 10,5           | 8,8            | 9,3            | 168,2          |
| Вологість повітря, %    | 76.4           | 83.3           | 85.6           | 86             | 83.6           | 83.4           | 81.1           | 83.1           | 79.8           | 76.1           | 73.7           | 73.2           | 80.4           |
| ----------------------- | -------------- | -------------- | -------------- | -------------- | -------------- | -------------- | -------------- | -------------- | -------------- | -------------- | -------------- | -------------- | -------------- |
| Джерело: Weatherbase    |                |                |                |                |                |                |                |                |                |                |                |                |                |